# 不動地区
不動地区（ふどうちく）は、徳島県徳島市の中心部より北西部にある地区のひとつ。徳島市への合併前は名東郡新居町だった地域である。

## 地域
一級河川・吉野川とその支流である鮎喰川の狭間に位置し、田園風景が広がる。
四国三郎とも呼ばれている吉野川には、四国三郎橋や名田橋等の主要橋梁が架かる。南方を流れる鮎喰川には四国のみずべ八十八カ所に選定されているこんにゃく橋跡が残っている。
その他にも四国三十六不動尊霊場・密厳寺や阿波西国三十三観音霊場・光徳寺等の歴史的な観光地も点在する。
属している地域
- 不動本町、不動西町、不動北町、不動東町

## 自然

### 河川
地区内には一級河川である吉野川の主要支流である鮎喰川とその支流が流れている。
- 吉野川
- 鮎喰川
- 飯尾川
- 赤池川
- 逆瀬川
- 西大堀川

## 教育機関
| 学校名           | 住所                     | 画像 |
| ---------------- | ------------------------ | ---- |
| 徳島市不動中学校 | 徳島市不動本町2丁目124   |      |
| 徳島市不動小学校 | 徳島市不動本町2丁目133   |      |
| 徳島市不動幼稚園 | 徳島市不動本町2丁目140-7 |      |

## 交通

### 道路
都道府県道
- 徳島県道・香川県道1号徳島引田線
- 徳島県道15号徳島吉野線
- 徳島県道41号徳島北灘線

## 観光

### 公共施設
- 赤池川水ぎわ公園
- 徳島市立食肉センター

### 名所
- 名田橋
- 四国三郎橋
- こんにゃく橋跡 - 四国のみずべ八十八カ所選定。

### 社寺・史跡
- 密厳寺 - 四国三十六不動尊霊場13番札所。別名は不動院。
- 光徳寺 - 真言宗大覚寺派の寺院。阿波西国三十三観音霊場4番札所。
- 雨降神社
- 天佐自能和氣神社

### 画像

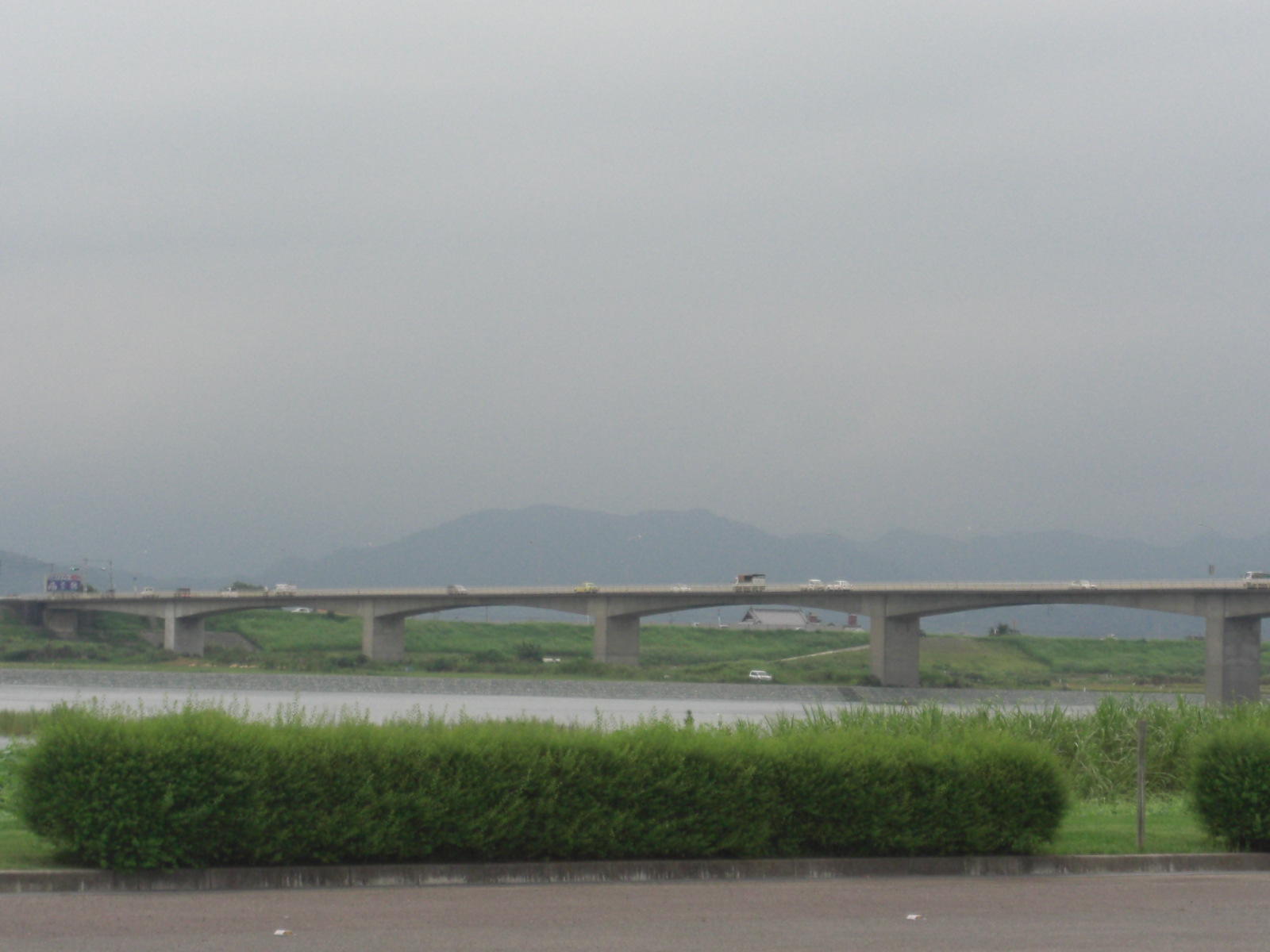
名田橋
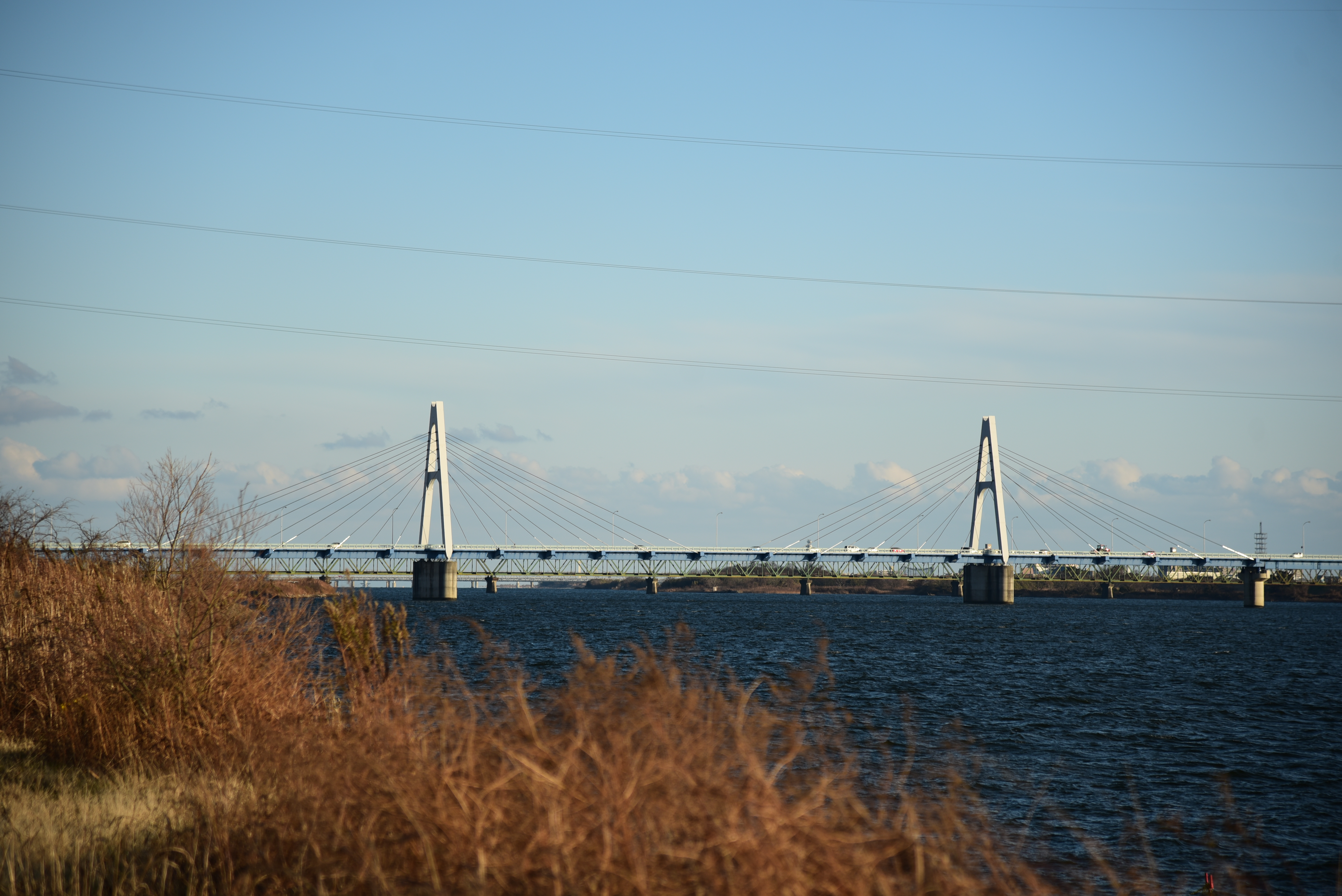
四国三郎橋
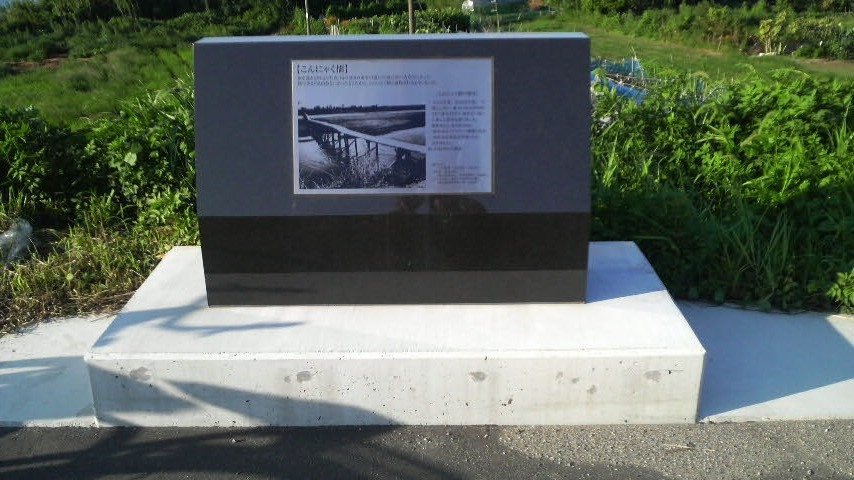
こんにゃく橋跡
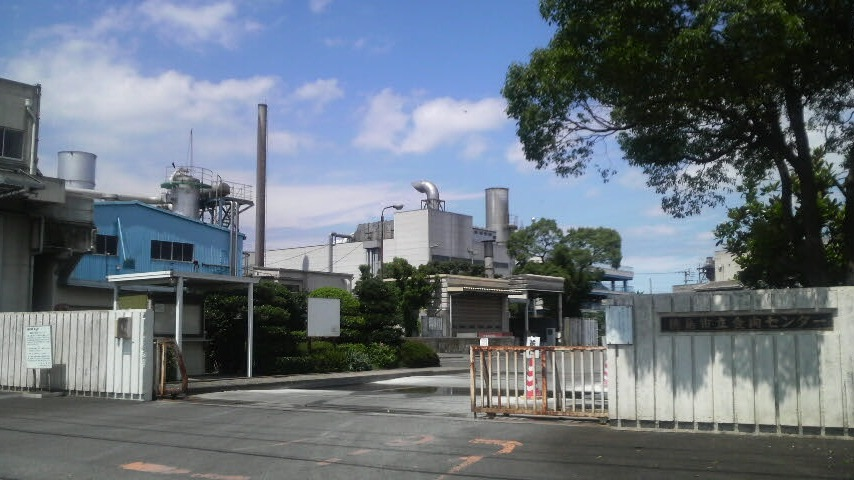
徳島市立食肉センター
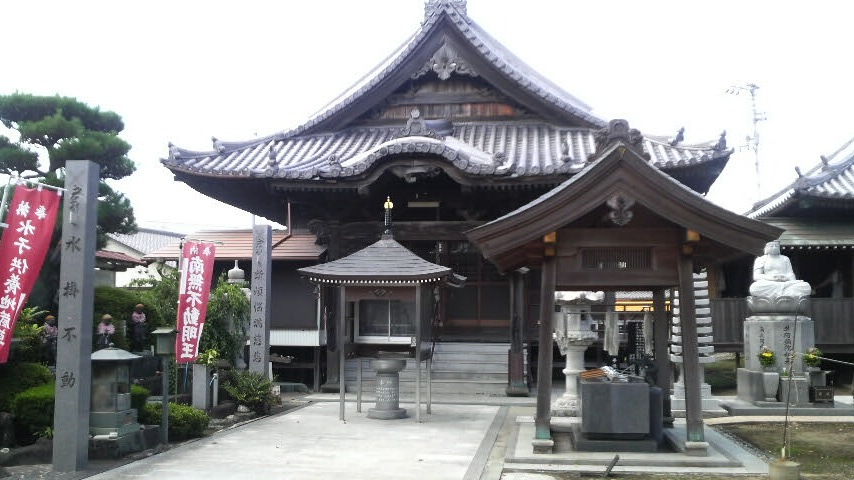
密厳寺
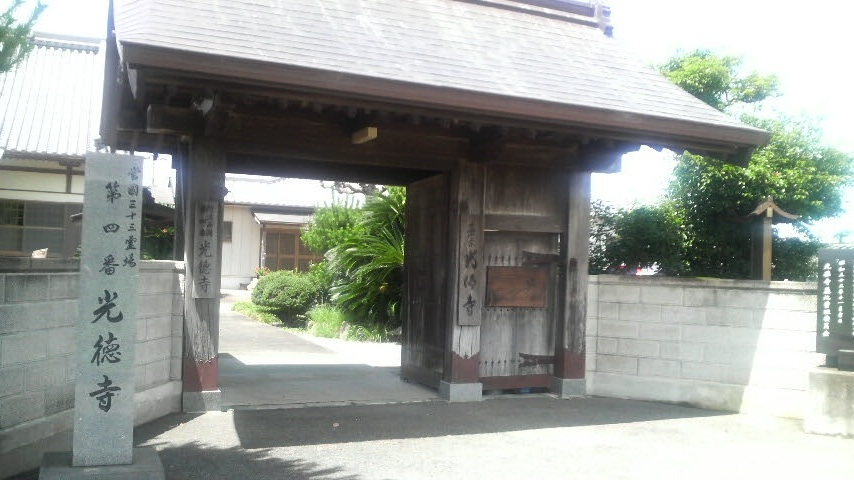
光徳寺
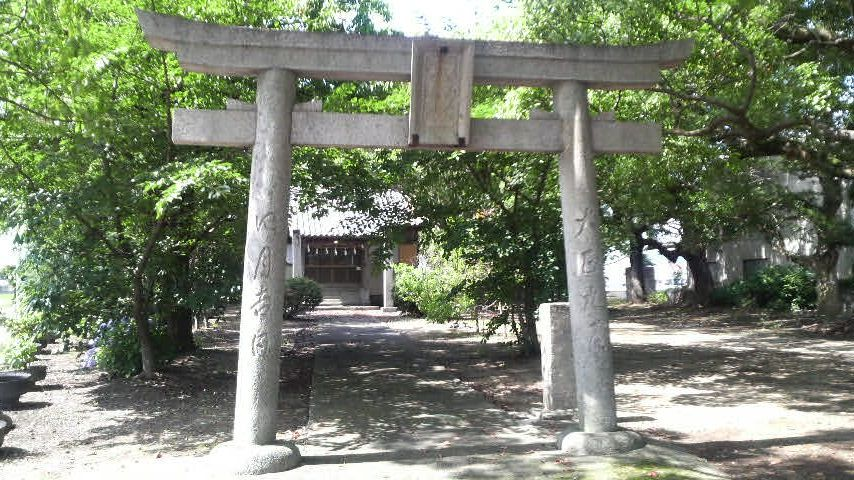
雨降神社
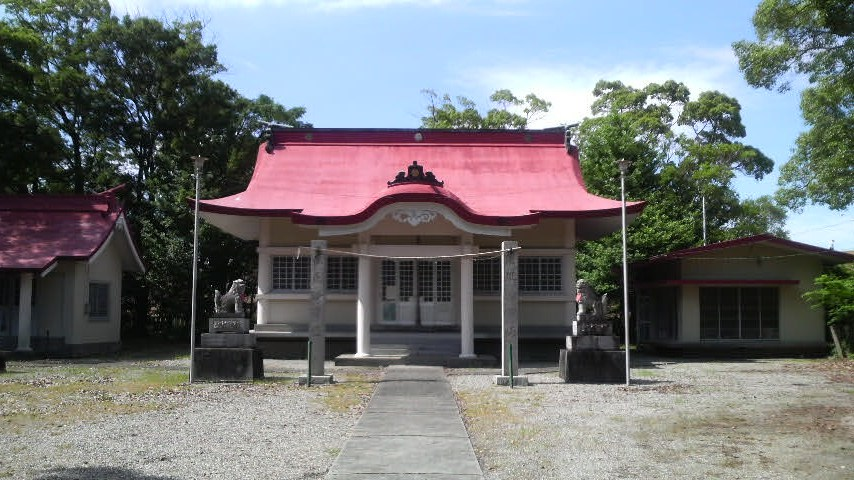
天佐自能和氣神社